# Tigridia vanhouttei
Tigridia vanhouttei là một loài thực vật có hoa trong họ Diên vĩ. Loài này được Roezl ex Van Houtte miêu tả khoa học đầu tiên năm 1875.